# Dispositiu de flux

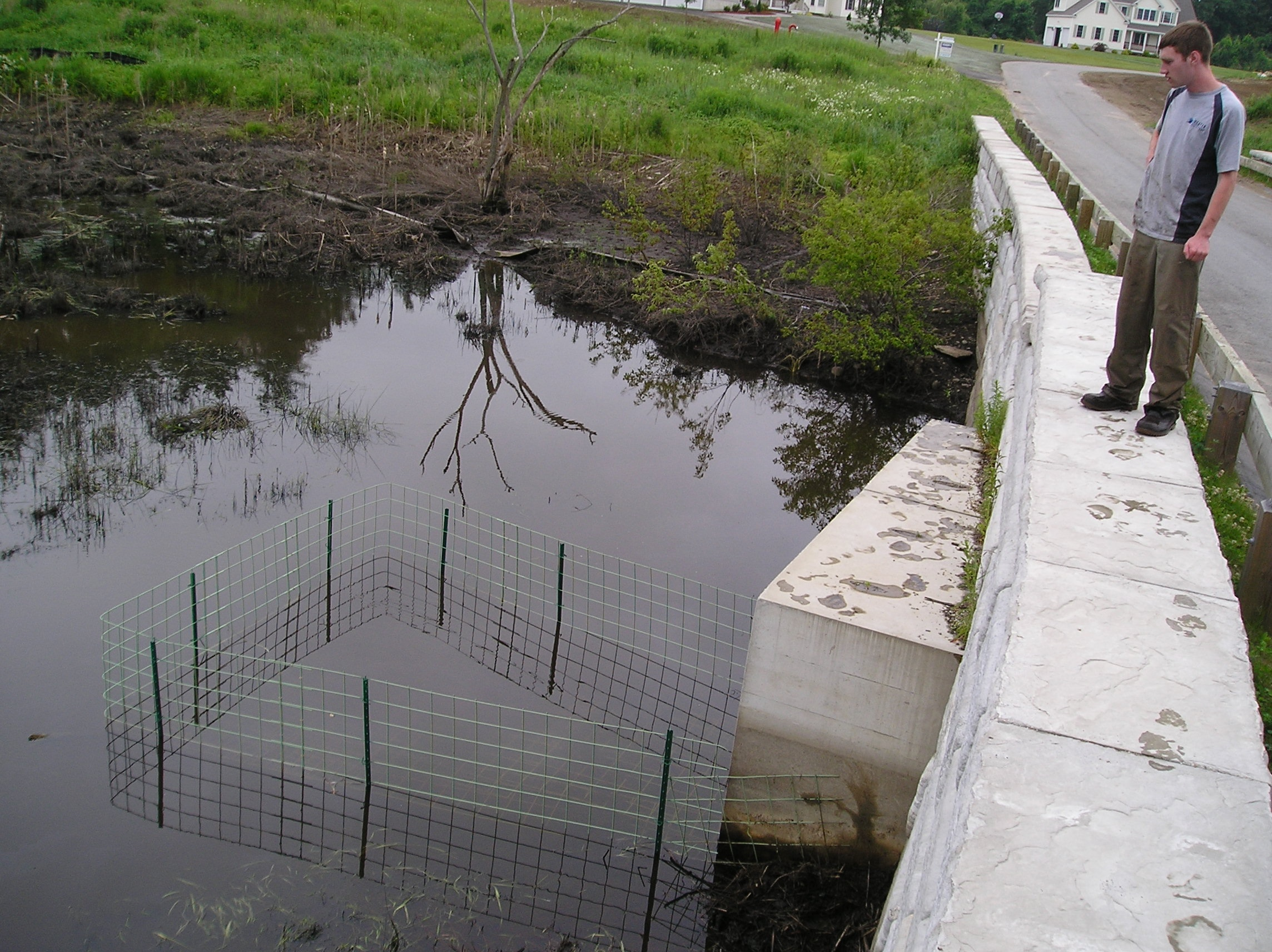
Reixa protectora trapezoïdal instal·lada després de reobrir una claveguera malmesa

Els dispositius de flux són solucions creades per l'home per resoldre els problemes de les inundacions relacionades amb el castor americà. Les solucions tradicionals implicaven la captura i extracció de tots els castors de la zona. Encara que de vegades aquesta solució és necessària, generalment és una solució a curt termini, ja que les poblacions de castor s'han recuperat notablement als Estats Units (després de gairebé ser extingit al segle xix) i es recolonitzen ràpidament els hàbitats adequats. De fet, un estudi de 2006 va trobar que la captura com a solució als problemes dels castors tenia un index d'error del 79% durant els dos anys següents, perquè nous castors s'hi establien. Els dispositius de flux són solucions de baix manteniment relativament rendibles, que regulen el nivell d'aigua dels dics de castor i mantenen les clavegueres obertes. Un estudi realitzat el 2006 pel Departament de Transport de Virgínia va trobar que per cada dòlar gastat en la instal·lació de dispositius de flux en relació amb el manteniment històric preventiu, reparació de carreteres, i les activitats de control de les poblacions de castors, s'estalviaven 8 dòlars, amb una relació de retorn de la inversió de prop de 8:1.

## Beneficis dels castors

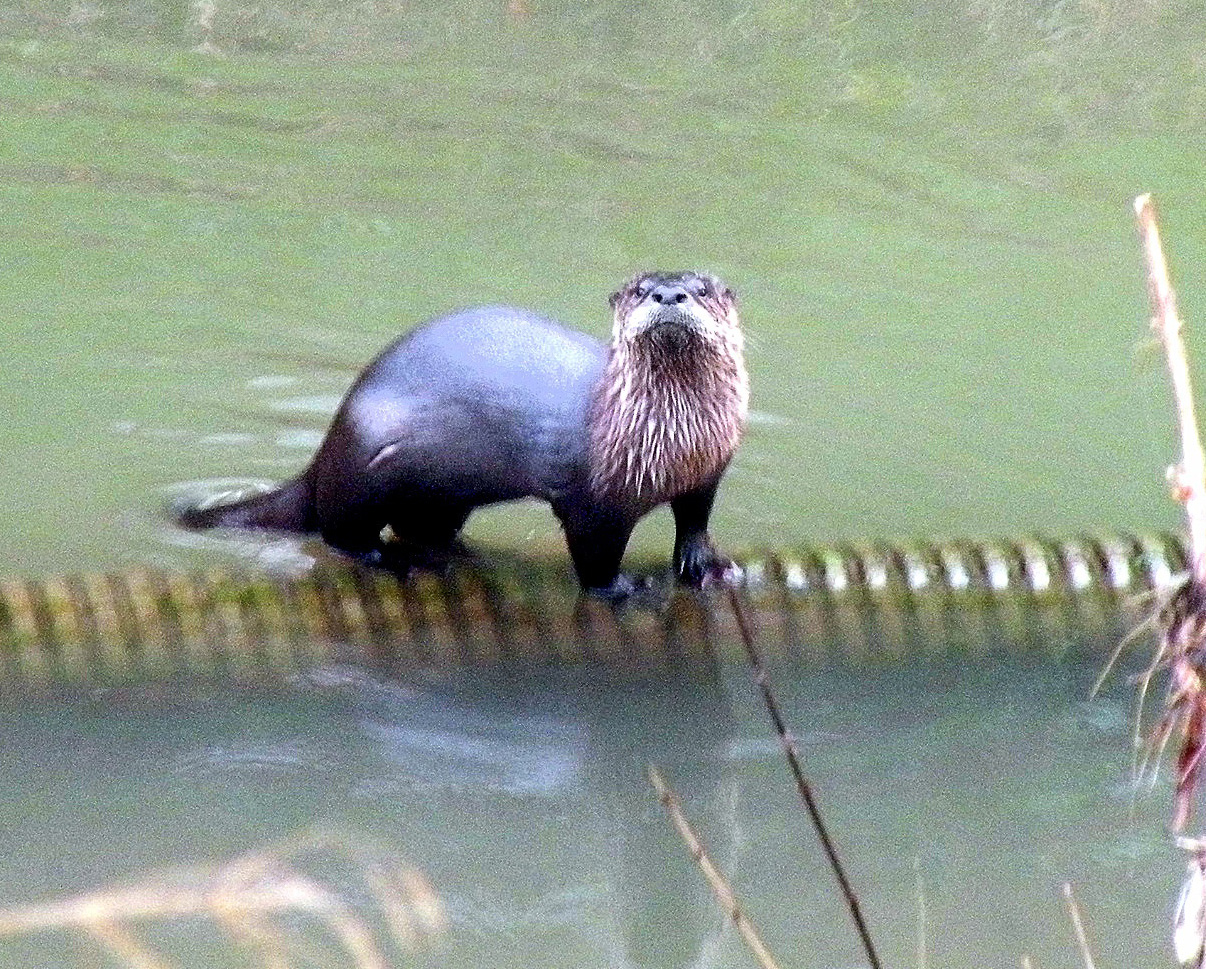
Llúdria del Canadà sobre un dispositiu de flux a un estany de castor a Alhambra Creek

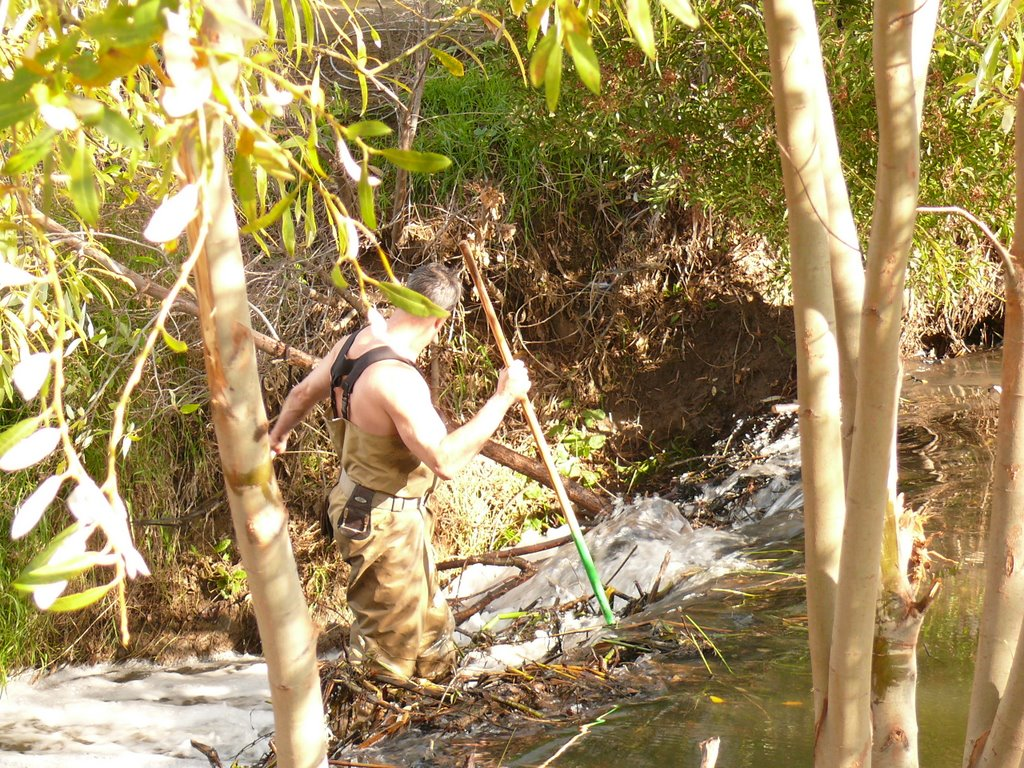
Reobertura d'una presa de castor per instal·lar una canonada per regular el nivell d'un estany de castor a Martinez, a California

Els castors van gairebé ser extingits per la captura descontrolada arreu de Nord-amèrica a la primera meitat del segle xix. Això va causar un extens dany ambiental que inclou l'assecament de molts rius i rierols, que anteriorment se sostenien gràcies a nivells freàtics alts associats a les preses de castor. A més, els castors creen zones humides que incrementen la biodiversitat i milloren la qualitat de l'aigua mitjançant l'eliminació de sediments i contaminants. A les zones propenses a incendis, els estanys de castor serveixen com a tallafocs. El salmó i la truita travessen fàcilment els dics de castor i proves científiques mostren que la mida dels peixos i les seves poblacions són més grans quan hi ha castors. Com a espècie clau, el castor crea hàbitats per moltes altres espècies, com s'exemplifica als estanys creats a Alhambra Creek a Martínez, Califòrnia, per una nova colònia de castors el 2007, que va donar lloc al retorn de nombroses aus, la truita arc de Sant Martí, la llúdria del Canadà el 2008, i el visó americà el 2009.
Els problemes d'inundació produïts per castors més usuals són clavegueres de carreteres bloquejades o preses soltes de castor. Aquests problemes més sovint es poden resoldre amb dispositius de control d'aigua adequadament dissenyats i instal·lats. Aquests dispositius de flux són tubs especialment dissenyats que s'instal·len a través dels dics de castor, canonades o sistemes de reixes que protegeixen les clavegueres de les carreteres del bloqueig. Els efectes beneficiosos dels castors en el flux de corrent, els hàbitats de ribera, el salmó i la truita, i la creació d'aiguamolls poden ser sostingudes amb l'aplicació d'aquestes tecnologies de baix cost, que requereixen poc manteniment.

## Història dels dispositius de flux a les preses de castor
El 1952, a la Conferència de Vida Salvatge del Nord-est, es va plantejar la idea d'instal·lar canonades a les preses per controlar els nivells de l'aigua com a solució als problemes dels estanys de castor. El 1963, Laramie va informar de que el New Hampshire Fish and Game Department havia instal·lat satisfactòriament canonades en 46 preses. El 1978, el New York State Department of Environmental Conservation va començar a dissenyar i fer proves amb diversos dispositius de protecció del clavegueram, dels quals la protecció T-culvert va ser la més efectiva i beneficiosa. El 1992, la Universitat Clemson va desenvolupar el Clemson Beaver Pond Leveler (en català, Anivellador d'Estanys de Castor Clemson), un dispositiu que impedia als castors estancar les zones d'interès dirigint l'aigua a través de les preses per mitjà d'un sistema de canonades estratègicament dissenyat. Amb els anys, aquests dissenys s'han modificat i millorat per tal d'abordar els problemes de flux que tenen lloc a diferents paisatges. Les innovacions més recents en dispositius de flux combinen tècniques d'enreixat que allunyen al castor amb sistemes de canonades que enganyen al castor.

## Dispositius de flux contemporanis

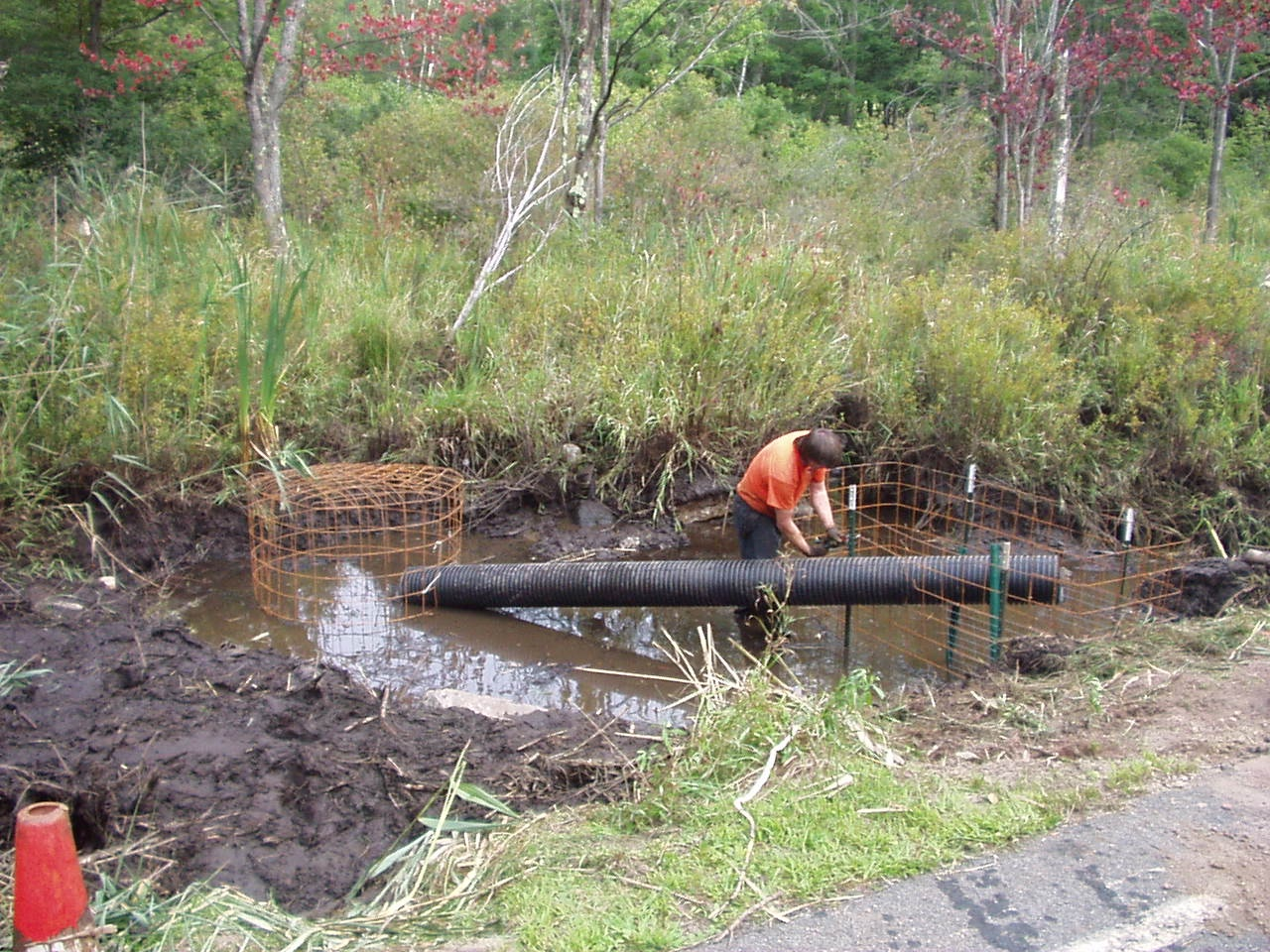
Abans: Reixa de clavegueram i sistema de canonades anivellador d'estany instal·lat amb l'estany drenat

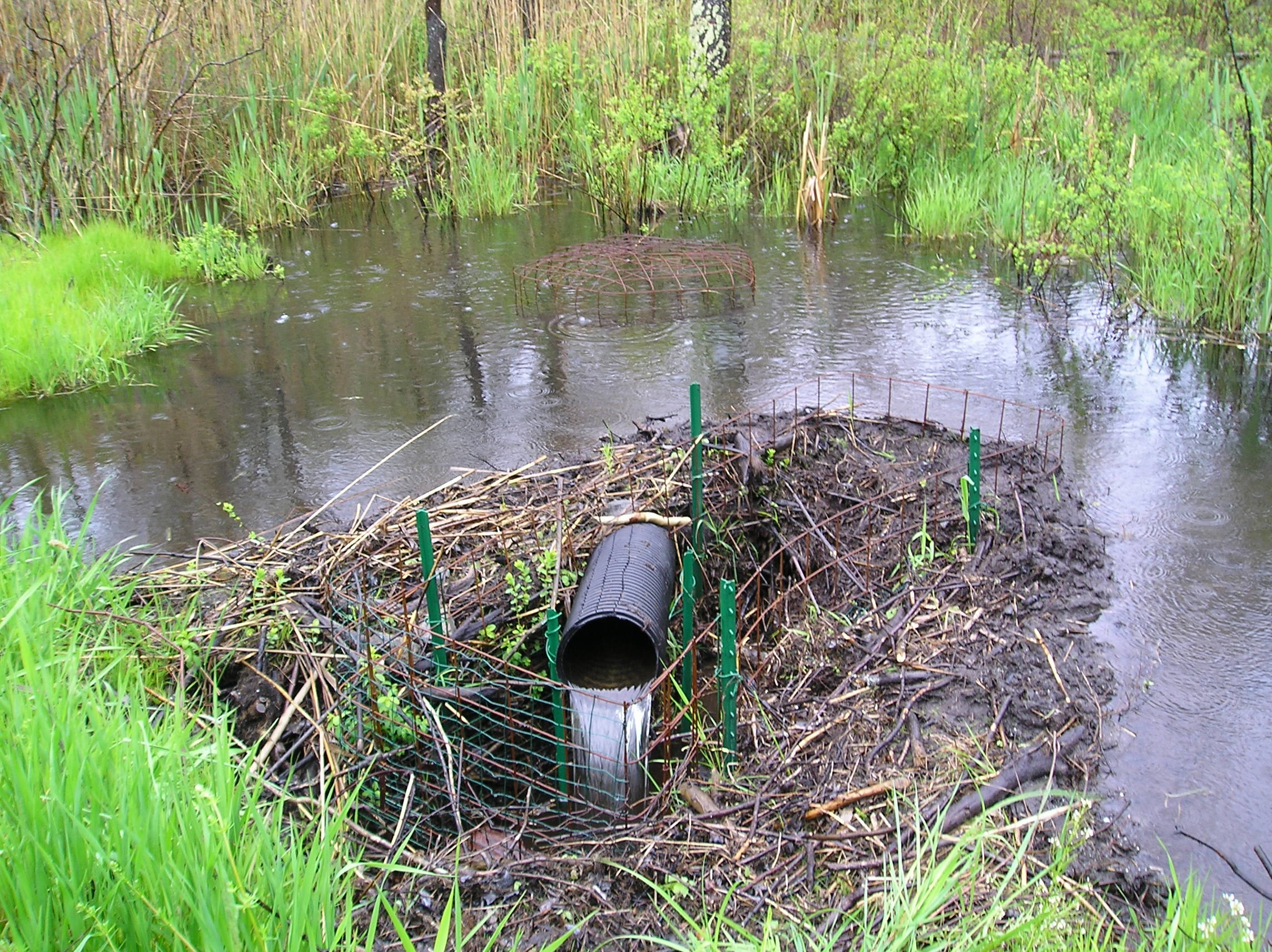
Després: Reixa de clavegueram i sistema de canonades anivellador d'estany després que el castor hagi reconstruït la seva presa

### Canonades
Els castors reparen amb diligència les fuites de les seves preses, ja que la seva supervivència depèn de la cobertura oferta per l'aigua en el seu estany. Si un castor pot detectar el flux d'aigua de l'estany per una canonada, cobrirà el tub de fang i pals.
Per tenir èxit, un tub dic de castors ha d'eliminar el so i la sensació de l'aigua fluint per la canonada. Els dissenys de canonades d'èxit (per exemple Flexible Pond Leveler, Castor Master, Clemson Pond Leveler) aconsegueixen això mitjançant la protecció de l'extrem d'entrada de la canonada amb una reixa cilíndrica de tancament. Un castor nedant per l'exterior del recinte tancat no és capaç d'escoltar o sentir el flux d'aigua a la canonada i no pot arribar a bloquejar-ho.
El nivell de estany està controlat per l'alçada de la canonada a la presa. Com que els castors depenen de l'aigua per a la seva supervivència, quan més disminueix el nivell d'aigua d'un estany de castor amb un canonada, més probable és que els castors tractin de construir una nova presa per tornar l'aigua al seu nivell anterior. A més, com més es baixa un estany de castor, més es perden les zones humides més valuosos. Per tant, és important baixar un estany de castor només el necessari per resoldre l'amenaça per a la salut humana, la seguretat o la propietat.

### Protecció de claveguera
Una claveguera sota un camí és un objectiu comú perquè un castor reconstrueixi una presa perquè la constricció accelera el corrent i pot ser similar a un forat a una presa. Amb una mica de treball, un castor pot taponar ràpidament una claveguera amb fang i pals, i convertir tot el llit del camí en una gran presa. Els departaments de carreteres sovint inverteixen una quantitat significativa de temps i diners netejant diverses vegades les preses de castor de les clavegueres.

#### Reixes protectores de clavegueres
El Beaver Deceiver (una reixa trapezoïdal de claveguera) va ser inventat per Skip Lisle als anys 90, mentre treballava per als penobscots a Maine. És molt eficaç per eliminar completament la construcció d'una presa a una claveguera. Funciona de tres maneres. En primer lloc, el perímetre de la tanca trapezoïdal fa generalment entre 12 i 15 metres de llarg, pel que és difícil que un castor pugui construir una presa a tota la tanca. En segon lloc, com que els castors tracten de cobrir la claveguera, la tanca els obliga a construir la presa en una direcció lluny de la claveguera, el qual no està en la seva naturalesa. En tercer lloc, com que la presa és lluny de la tanca, l'obertura del corrent s'eixampla. Per tant, els estímuls del so i la sensació d'aigua en moviment disminueixen quan més lluny construeixen la presa de la tanca. Si els costats de la tanca són d'almenys 4 metres de llarg, els castors generalment ignoren la tanca.
Per ser eficaç, però, una tanca ha d'estar envoltada d'aigua suficient perquè els castors necessitin construir la presa a tot el perímetre de la tanca. A les zones on el llit del riu és estret enlloc d'ample, la tanca ha de ser estreta de manera que estigui envoltada d'aigua. Sent estreta perd l'avantatge de la forma trapezoïdal, però encara pot dissuadir els castors de cobrir la claveguera. Atès que els castors són excel·lents excavadors, generalment és necessari soterrar el peu de la tanca per evitar la construcció de túnels per sota de la tanca. Perquè els castors no s'hi pugin, les parets de les tanques només s'han d'elevar 60 centímetres per sobre de la línia d'aigua.

#### Sistema de tanques i canonades de claveguera
La combinació de petites tanques i canonades és un altre mètode efectiu de protegir les clavegueres de ser cobertes per preses de castor. La tanca és prou petita com per encoratjar als castors a construir una presa, encara que s'evita l'elevació del nivell de l'estany resultant amb canonades instal·lades a través de la tanca. La tanca i la canonada necessiten molt poc manteniment i limiten on i com els castors poden construir preses; no obstant això, per ser més efectiva, generalment ha d'haver com a mínim 1 metre d'aigua a l'extrem d'entrada de la canonada. Quan no és possible obtenir aquesta profunditat, una tanca protectora pot ser la millor opció.